# 刘超英
刘超英（英文名：Helen Liu，1950年代—），湖北省大悟县人，是中国航天科技集团下属中国航天国际控股有限公司经理、中国人民解放军中校，曾任总参情报部五局副局长。中央军事委员会副主席刘华清的女儿。她也是1996年美国竞选财务丑闻的主要人物之一。曾卷入赖昌星案，但判刑未明，有说未予法律追究。

## 生平
生于大跃进时期。1978年，进入中国人民解放军国防科学技术大学电子计算机软件专业。

## 美国竞选财务丑闻
根据《华盛顿邮报》的报道，企业家鍾育瀚（英文名：Johnny Chung）在1996年6月遇见刘超英，他们在香港相互之间有业务往来。刘超英一直想在西方市场站稳脚跟。当她1996年7月造访美国时，鍾育瀚通过一个洛杉矶的资金筹集者把刘介绍给比尔·克林顿。随后，她和钟在华盛顿访问了美国证券交易委员会，并参加了一个由马萨诸塞州参议院议员，也是另一个接受鍾育瀚献金的约翰·克里组织的会议。会议议程中，他们通过美国证券交易所得到外国公司上市许可。1996年8月9日，刘和钟在洛杉矶成立的马斯威尔投资公司（Marswell Investment）发行了50000股股票，钟得到了其中的30000股，刘则得到了20000股。一名知情者曾告诉《时代周刊》，刘在几天之内往钟在一家香港的银行的账户中打了300000美元。其中大多数是为了他们新建立的企业，而有的则被捐赠给了美国民主党全国委员会。1994年至1996年之间，钟一共给民主党全国委员会捐赠了366000美元。最终，所有的钱都被退回。此后钟告诉联邦调查员，他捐赠的钱中有35000美元来自中国军事情报部门。
在情报官员之中，刘钟之间的关系开始变得日益明显。特别表现在美国国家安全委员会（NSC）助理苏葆立（Robert Suettinger）在刘钟在一次中国商务部贸易部门代表团访问中发现他们的关系。
鍾育瀚于1999年5月向美国众议院委员会宣誓道，他被刘超英介绍给中国军事情报部门领导姬胜德。钟表示，姬对他说：“我非常喜欢你们的总统，我非常希望他能够重新选举。我将会给你300000美元，你可以把他赠给总统和民主党。”刘和中国政府皆对此表示否认。